# Usch Kiausch
Usch Kiausch ist eine deutsche Kulturjournalistin, Übersetzerin und Autorin.

## Leben
Usch Kiausch stammt aus Norddeutschland. Mit sechs Jahren fing sie an, ihre ersten Geschichten zu schreiben. Mit 18 zog Kiausch in den 1960er Jahren für ein Austauschjahr in die USA, daher besitzt sie einen Abschluss an einer High School in Detroit.
Von 1984 bis 1986 absolvierte sie eine Ausbildung als Zeitschriftenredakteurin bei der Südwestdeutschen Verlagsanstalt Mannheim. Dazwischen (1985) machte sie ein Rundfunkpraktikum. Danach war Usch Kiausch Redakteurin bei den Zeitschriften Exquisit, Mannheim illustriert und Heidelberg City Revue. Von 1989 bis Mitte der 1990er Jahre schrieb sie regelmäßig Rezensionen über SF-Literatur für den Süddeutschen Rundfunk und Südwestfunk; seit 1997 übersetzte sie über 50 Romane und Anthologien aus dem Englischen und Amerikanischen, u. a. für den Heyne Verlag.
Ab den 2010er Jahren konzentrierte Kiausch sich vermehrt auf eigene Werke wie Essays, Kurzprosa und Lyrik. Kiausch arbeitete mit vielen großen angloamerikanischen Schriftstellern zusammen und führte u. a. Autorengespräche für das Sci-Fi-Jahrbuch des Heyne-Verlags. Ab 2023 veröffentlichte sie Interviews im Memoranda Verlag. Darunter eines mit Doris Lessing, welches sie 1989 bei einer Konferenz der „International Association for the Fantastic in the Arts“ in Fort Lauderdale führte. In der dreibändigen Ausgabe „Andere Welten“ finden sich z. B. Interviews und Abhandlungen über Harald Lesch, Margaret Atwood und Brian Aldiss.
Sie ist Mitglied in Autorennetzwerk TeXtur und im Literarischen Verein der Pfalz, sowie Kumpanin beim Brot & Kunst Verlag.
Von 2000 bis 2023 war sie Pressebeauftragte des Kunstvereins Neustadt an der Weinstraße.
Sie arbeitet in Mannheim und lebt seit 1991 in Neustadt an der Weinstraße.

## Werke
- Hintergasse und andere Kurzprosa. Gareis Marketing Media, Neustadt an der Weinstraße 2018, ISBN 978-3-9817251-7-9.
- Petersburg – in meiner Erinnerung trägst du Heiligenschein (zusammen mit Katharina Dück). Brot & Kunst 2020.
- Landschaft verschwindet, Bilder von Wolfgang Glass. Edition Glassiker, Neustadt an der Weinstraße 2021.
- Andere Welten – Interviews zur Science Fiction – Band 1: Die weibliche Perspektive. Memoranda 2023, ISBN 978-3-948616-88-5.
- Andere Welten – Interviews zur Science Fiction – Band 2: Die technologische Perspektive. Memoranda 2024, ISBN 978-3-948616-92-2.
- Andere Welten – Interviews zur Science Fiction – Band 3: Die literarische Perspektive. Memoranda 2024, ISBN 978-3-948616-99-1.